# Corfe Castle
Ne doit pas être confondu avec Corfe.
Corfe Castle est un petit village du Dorset, Angleterre. Le village est situé dans une brèche des Purbeck Hills (en) et à 8 km au sud de Wareham (Dorset). Il possède un château du même nom qui inspira Enid Blyton pour la description du château de Claude dans Le Club des cinq.
Le mot « Corfe » est d'origine anglo-saxonne. Il signifie « gap » (brèche) faisant référence à la position géographique du château.

## Le château
Les structures les plus anciennes du château datent du XIe siècle. Cependant, on retrouve des traces de fortifications antérieures à la conquête normande de l'Angleterre. Édouard le Martyr fut assassiné sur le site le 18 mars 978.

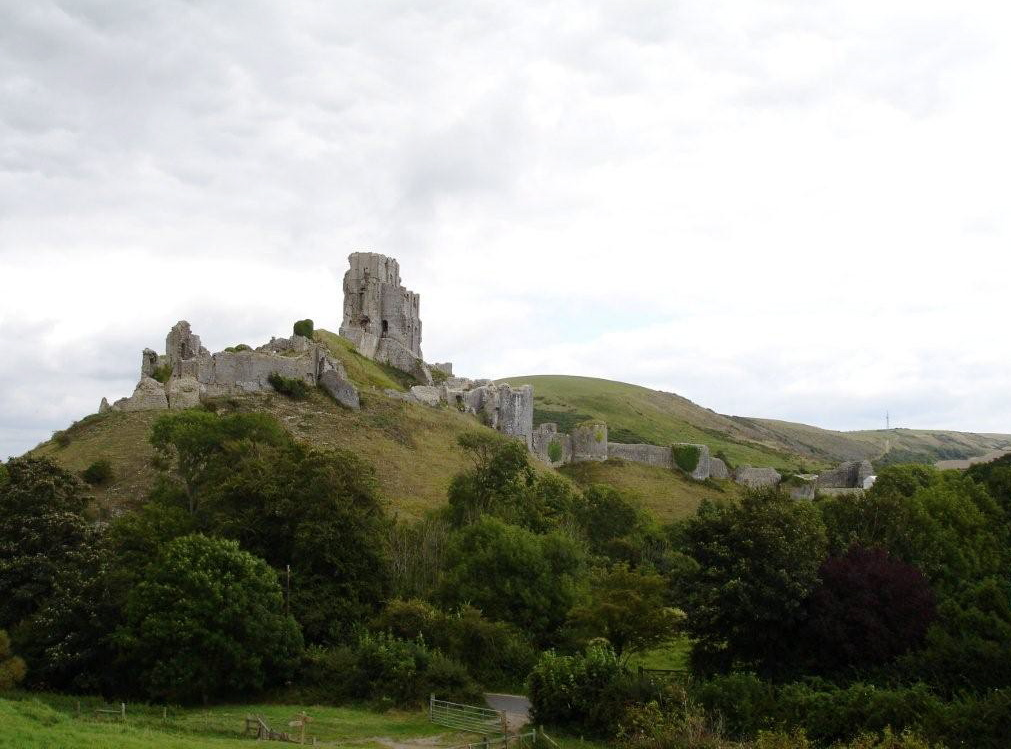
Le château vu de l'ouest
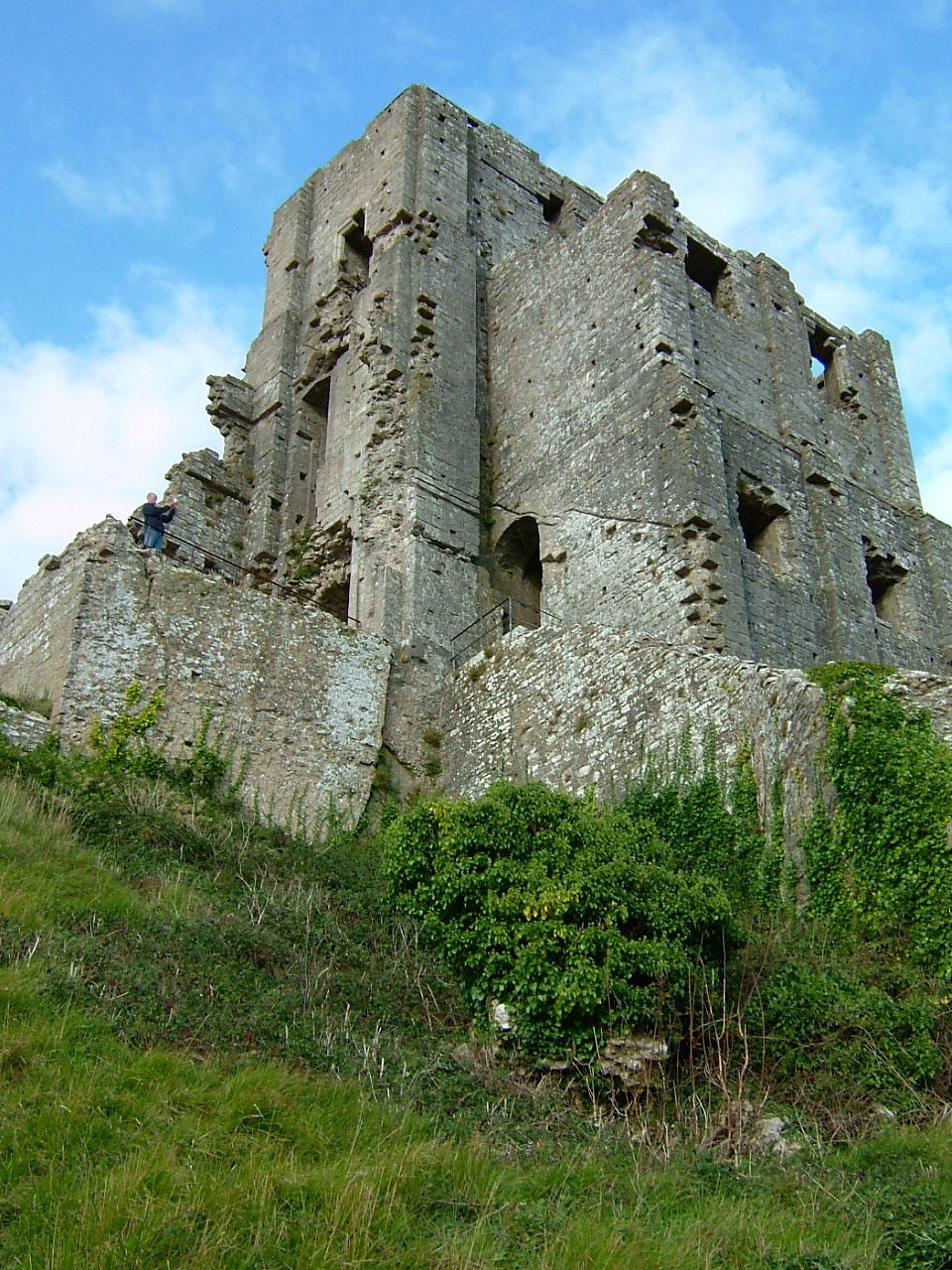
Le château de Corfe
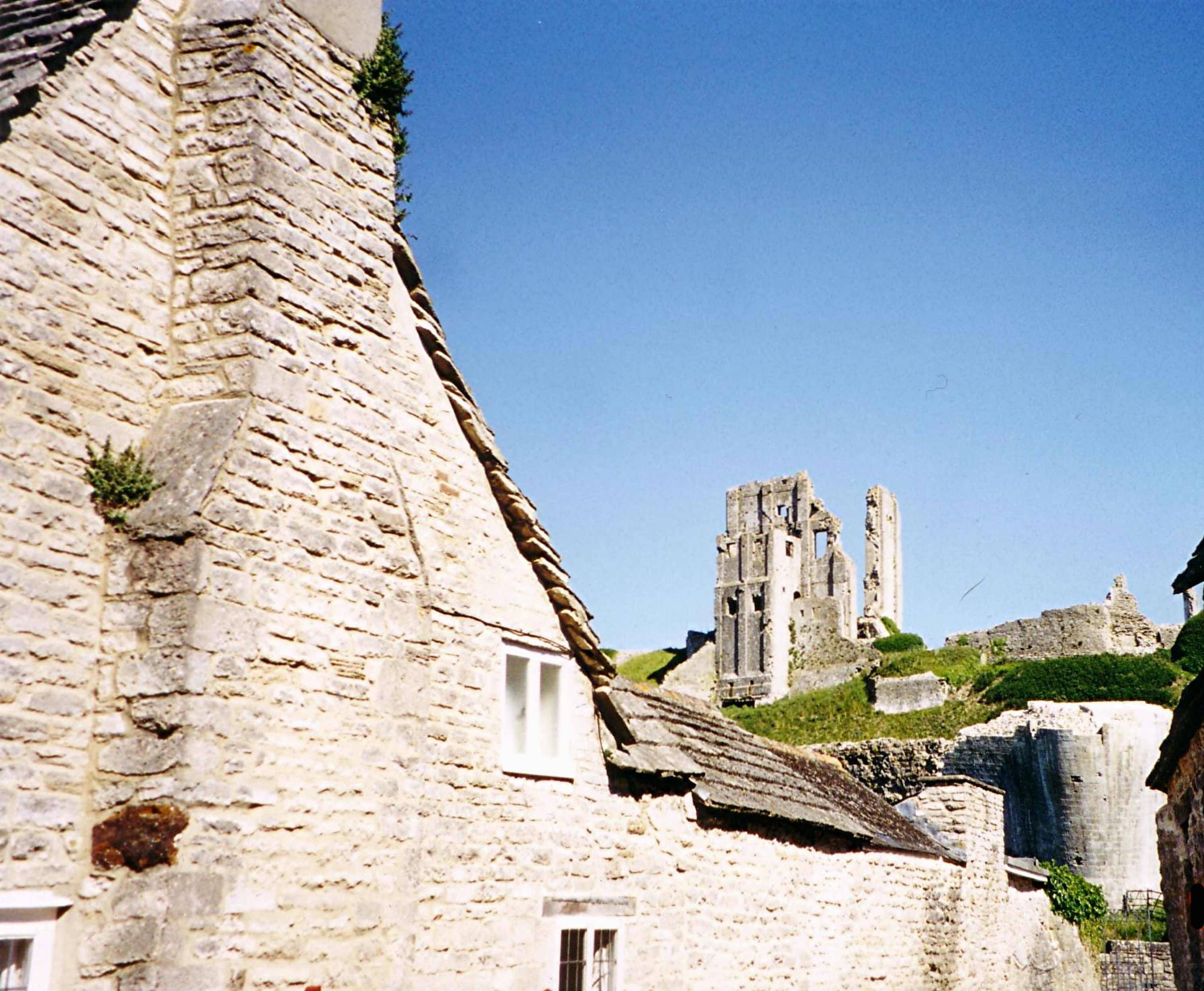
Le château vu du village

## Divers
Le compositeur Kaikhosru Shapurji Sorabji résida dans le village pendant plusieurs années.